# Lilo & Stitch
| Portal | Portal:Disney |

Lilo & Stitch er en amerikansk tegnefilm fra 2002, produceret af Walt Disney Pictures. Den blev først sendt som biograffilm og siden også som en serie. Den handler om et rumvæsen som kommer til Jorden og bor hos pigen Lilo. Lilo elsker huladans og Elvis, hun bor på Hawaii sammen med sin storesøster Nani. En direkte-til-video efterfølger, Lilo & Stitch 2, udkom i 2005.

## Handling
Lilo er en ensom lille pige, som adopterer et dyr, hun tror er en uskyldig hvalp. Hun navngiver ham Stitch, uvidende om, at han faktisk er et farligt rumeksperiment. Stitch viser sig hurtigt at være en rigtig uartig væsen, der saboterer alt, hvad der kommer i vejen for ham.
Stitch er mest interesseret i at bruge Lilo som en beskytter mod en bande rumvæsner, der jagter ham. Men Lilo har besluttet at gøre Stitch til sin ven. Med stædig kærlighed og en fast tro på ''Ohana'', hawaiianernes stærke familiefællesskab, tøer hun langsomt Stitchs hjerte op for at give ham det, han aldrig blev skabt til, evnen til at pleje og føle venskab...

## Skuespillere
| Amerikanske skuespillere | Danske skuespillere | Rolle              |
| ------------------------ | ------------------- | ------------------ |
| Daveigh Chase            | Sarah Juel Werner   | Lilo               |
| Chris Sanders            | Amin Jensen         | Stitch             |
| Tia Carrere              | Trine Pallesen      | Nani               |
| Ving Rhames              | Torbjørn Hummel     | Cobra Bubbles      |
| David Ogden Stiers       | John Hahn-Petersen  | Dr. Jumba Jooikba  |
| Kevin McDonald           | Peter Mygind        | Pleakley           |
| Jason Scott Lee          | Paw Henriksen       | David              |
| Zoe Caldwell             | Kirsten Olesen      | Øverste rådskvinde |
| Kevin Michael Richardson | Stig Rossen         | Kaptajn Gantu      |
| Kunewa Mook              | Morten Staugaard    | Hula-Lærer         |

### I Øvrigt Medvirkende
- Thea Iven Ulstrup
- Helene Wolhardt Moe
- Peter Secher Schmidt
- Thomas Mørk
- Jens Jacob Tychsen
- Trine Appel
- Mille H. Lehfeldt
- Jette Sievertsen

## Andre optrædener
I filmen Skatteplaneten kan man skimte Stitch i baggrunden i en scene på den unge Jims værelse.